# Angres
Angres település Franciaországban, Pas-de-Calais megyében. Lakosainak száma 4719 fő (2022. január 1.). Angres Liévin, Souchez, Aix-Noulette és Givenchy-en-Gohelle községekkel határos.

## Népesség
A település népességének változása:
| Lakosok száma | 4100 | 4305 | 4495 | 4526 | 4613 | 4698 | 4777 | 4842 | 4719 |
|               | 2013 | 2015 | 2016 | 2017 | 2018 | 2019 | 2020 | 2021 | 2022 |